# Meriola hyltonae
Meriola hyltonae là một loài nhện trong họ Trachelidae.
Loài này thuộc chi Meriola. Meriola hyltonae được Cândido Firmino de Mello-Leitão miêu tả năm 1940.